# I Want You Back (NSYNC)
I Want You Back è un singolo del gruppo musicale statunitense NSYNC, pubblicato il 4 ottobre 1996 in Germania e nel 1998 nel Regno Unito e Stati Uniti come primo estratto dal primo album in studio *NSYNC.

## Video
Due videoclip sono stati realizzati per la promozione del brano. Un primo video è stato diretto da Alan Calzatti e girato a Stoccolma (Svezia); un secondo video è stato invece diretto da Jesse Vaughan and Douglas Biro e realizzato in bianco e nero.

## Tracce
CD 1 (Germania; 1996)
1. I Want You Back (Radio Version) – 3:22
2. I Want You Back (Long Version) – 4:23

CD 2 (Germania; 1996)
1. I Want You Back (Radio Version) – 3:22
2. I Want You Back (Long Version) – 4:23
3. I Want You Back (Club Version) – 5:24
4. I Want You Back (Progressive Dub Mix) – 5:26

CD 1 (UK; 1998)
1. I Want You Back (Radio Version) – 3:22
2. I Just Wanna Be with You – 4:02
3. I Want You Back (Riprock and Alex G.'s Smooth Vibe Mix) – 4:28

CD 2 (UK; 1998)
1. I Want You Back (Radio Version) – 3:22
2. Everything I Own – 4:10
3. Exclusive interview (5:06)

CD 1 (USA; 1998)
1. I Want You Back (Radio Version) – 3:22
2. I Want You Back (Riprock's Elevation Mix) – 5:28

CD 2 (USA; 1998)
1. I Want You Back (Hot Tracks Extended Version) – 5:23
2. I Want You Back (Riprock's Elevation Mix) – 5:28
3. I Want You Back (Florian's Transcontinent Club Mix) – 5:45
4. I Want You Back (Riprock & Alex G.'s Smooth Vibe Mix) – 4:27

## Classifiche
| Classifica (1996-99) | Posizione massima |
| -------------------- | ----------------- |
| Australia            | 11                |
| Austria              | 11                |
| Germania             | 10                |
| Nuova Zelanda        | 5                 |
| Paesi Bassi          | 22                |
| Regno Unito          | 5                 |
| Stati Uniti          | 13                |
| Svezia               | 14                |
| Svizzera             | 5                 |